# Johnny Hazard
Johnny Hazard, ou João Tempestade foi uma tira de banda desenhada criada por Frank Robbins em 1944.

## Personagem
Johnny Hazard é um piloto de aviões que escapa de um campo de concentração Nazi. No regresso aos E.U.A. ele reencontra Snap, um simpático jornalista e a navegadora Gabby Gillepsie. Durante a guerra da Coreia, volta ao serviço da Força Aérea e vive aventuras de crime e espionagem. Johnny confrontou-se com espiões, mulheres bonitas, contrabandistas, ameaças de extraterrestres e todos os outros tipos de coisas que seria de esperar acontecer a um aventureiro de seu calibre. Ao contrário de muitos personagens ficcionais, ele envelheceu, não tão rapidamente como uma pessoa real, mas, após um terço de século ou mais, ele começou a ter cabelo grisalho nas patilhas. 

## História
A tira Johnny Hazard foi criada por Frank Robbins a pedido do King Features Syndicate, foi muito popular no inicio e conseguiu manter a sua popularidade durante muito mais tempo que a maioria das tiras de aventura pós-guerra, mantendo-se em publicação constante. Mas o evoluir dos tempos estiveram contra ele, os editores dos jornais, estavam mais interessados em tiras cómicas do que nas tiras diárias e, Johnny Hazard, sucumbiu à tendência terminando 20 de agosto de 1977. 
Após trabalhar em publicidade, Robbins assumiu em 1939, as tiras diárias de Scorchy Smith criado por Noel Sickles, com a adição de uma página extra ao domingo em 1940. entretanto, a King Features Syndicate, pediu a Robbins para fazer também o Agente Secreto X-9, mas este optou por conceber uma tira sobre um aviador, Johnny Hazard, que foi lançada na segunda-feira, 5 de junho de 1944, um dia antes do Dia-D. Robbins desenhou Johnny Hazard até 1977 ano em que se reformou e foi para o México, a fim de se dedicar à pintura a tempo inteiro.

### Reimpressões
A tira Johnny Hazard, foi publicada em livro de agosto de 1948 a maio de 1949. As tiras diárias eram reimprimidas a cores aos domingos e foram editadas em livro pela Pacific Comics Club. Outras reimpressões foram editadas pela Pioneer Comics e pela Dragon Lady Press.

### Arquivo
A  Universidade de Siracusa tem no seu arquivo, 1090 tiras originais de Johnny Hazard , consistindo em 934 diárias e 156 Quadrinhos dominicais.

### Em Portugal
A 1ª aparição em Portugal deu-se no nº1 do Mundo de Aventuras a 18 de Agosto de 1949.
Foi publicado em numerosas revistas, cabendo à Editorial Futura, a única publicação em álbum, no nº8 da Colecção "Antologia da BD Clássica".

## Títulos publicados

### Tiras diárias
- "Wheel and Deal" (4 Feb 1963 - 27 Apr 1963)
- "My Son the Millionaire" (29 Apr 1963 - 20 Jul 1963)
- "The Mink-Lined Nest" (23 Jul 1963 - 12 Oct 1963)
- "Mysterious Friend" (14 Oct 1963 - 4 Jan 1964)
- "A Gift for Florian" (6 Jan 1964 - 28 Mar 1964)
- "Extortion Inc." (30 Mar 1964 - 27 Jun 1964)
- "Traders in Death" (29 Jun 1964 - 19 Sep 1964)
- "Alphabet Soup" (21 Sep 1964 - 26 Dec 1964)
- "Operation Beardles" (28 Dec 1964 - 20 Mar 1965)
- "Tell It to Telstar" (22 Mar 1965 - 29 May 1965)
- "Operation Trojan Horse" (30 Aug 1965 - 20 Nov 1965)
- "Rescue Inc." (22 Nov 1965 - 19 Feb 1966)
- "The Many Faces of Henry Clay" (21 Feb 1966 - 21 Mar 1966)

### Tiras de domingo
- "Capone Squadron" (6 Jan 1963 - 13 Jan 1963)
- "Operation Bodyguard" (20 Jan 1963 - 5 May 1963)
- "The Diamond Mountain" (12 May 1963 - 25 Aug 1963)
- "Disaster Area" (1 Sep 1963 - 8 Dec 1963)
- "Head-Locked Secret" (15 Dec 1963 - 22 Mar 1964)
- "Sentimental Journey" (5 April 1964 - 19 Jul 1964)
- "Fatal Lure" (26 Jul 1964 - 8 Nov 1964)
- "Commando Isle" (15 Nov 1964 - 7 Mar 1965)
- "Tea for Two?" (14 Mar 1965 - 20 Jun 1965)
- "The Big Gamble" (4 Jul 1965 - 3 Oct 1965)
- "Cargo Cult" (17 Oct 1965 - 30 Jan 1966)
- "The Kono Affair" (6 Feb 1966 - 27 Feb 1966)